# 速霸陸FB族引擎
速霸陸FB族引擎為日本富士重工業自2010年起開發製造的一系列水平對臥四缸汽油往復式發動機，屬於EJ族的後繼引擎。關於命名的淵源，「F」代表「FHI（富士重工業之縮寫）、Future」，「B」則代表「Brand New、Boxer」。

## 概要
相較於EJ族引擎，FB族引擎的汽缸頭做了改變：進、排氣閥門的相對角度由原本的41度減至27度，吸氣側和排気側閥門的間隔從126mm縮至104mm，使得燃燒室的形狀更緊湊，以獲得更佳的空氣壓縮效果並加快燃燒速度。其次在進、排氣側皆裝置了AVCS主動閥門控制系統，大幅提高汽門運作靈活度和燃燒室的換氣效率。第三是捨棄正時皮帶，改採更可靠的金屬鍊條，也因此EJ族引擎的塑膠側蓋已改成金屬材質，並與引擎合為一體。而且周邊的驅動皮帶由原本的兩條配置，改成以一條皮帶帶動所有元件。原廠調整此族引擎之缸徑與衝程，原本EJ族著重低速扭力表現的長衝程設計，改為注重高轉速表現。

## FB16型
排氣量1,599c.c.的FB16型引擎，其缸徑為78.8mm、衝程82.0mm、壓縮比10.5：1或11.0：1，為16汽門、DOHC、雙AVCS主動閥門控制系統（Dual Active Valve Control System）之結構，最大馬力115ps / 5,600rpm，扭力峰值15.1kgf·m / 4,000rpm。車型：
1. 2011年-2016年：第四代速霸陸Impreza
2. 2012年-2017年：第二代速霸陸XV
3. 2016年迄今：第五代速霸陸Impreza
4. 2017年迄今：第三代速霸陸XV

## FB16 DIT型

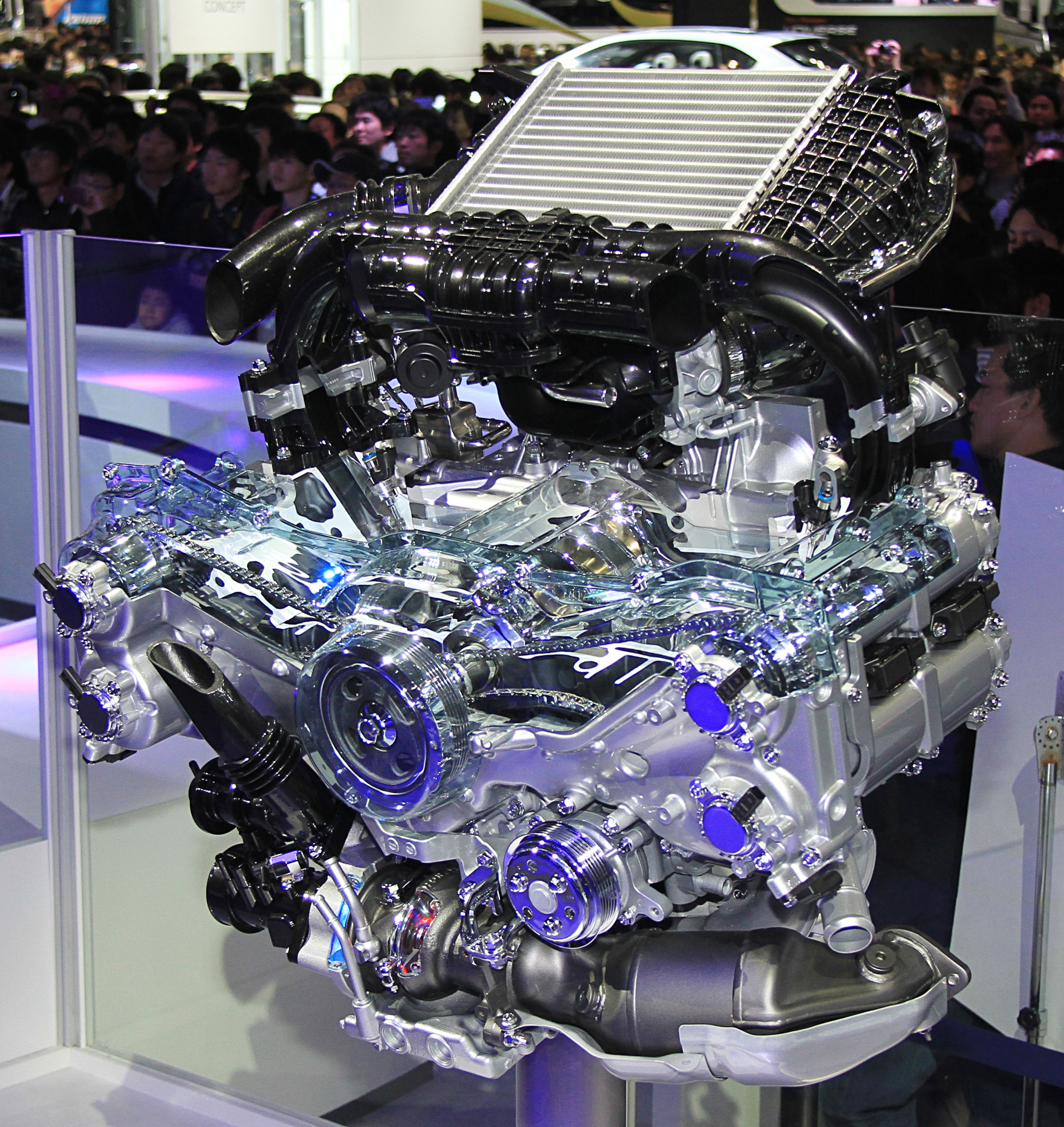
FB16 DIT型

排氣量1,599c.c.的FB16 DIT型引擎，其缸徑為78.8mm、衝程82.0mm、壓縮比11.0：1，為16汽門、DOHC之結構。與FB16型相較之下，另增雙渦流增壓器（twin-scroll turbocharger），故最大馬力170ps / 4,800-5,600rpm，扭力峰值25.5kgf·m / 1,800-4,800rpm。車型：
1. 2014年迄今：速霸陸Levorg

## FB20型
FB20型的排氣量為1,995c.c.、缸徑84.0mm、衝程90.0mm、壓縮比10.5：1（但速霸陸XV則為12.5：1）、缸心距113.0mm，至於馬力和扭力則依調校程度而有所差別：
1. 自排、CVT車型：最大馬力148ps / 6,000rpm、最大扭力20.0kgf·m / 4,200rpm。
2. CVT車型：最大馬力150ps / 6,200rpm、最大扭力20.0kgf·m / 4,200rpm。2016年10月第五代Impreza在日本上市時，導入缸內直噴技術，最大馬力微調成156ps / 6,000rpm、最大扭力20.0kgf·m / 4,000rpm。2017年4月第三代XV推出時，最大馬力154ps / 6,000rpm、最大扭力20.0kgf·m / 4,000rpm。
3. CVT+電動馬達車型：最大馬力150ps / 6,000rpm、最大扭力20.0kgf·m / 4,200rpm。

此具引擎導入TGV進氣控制系統（Tumble Generated Valve）、EGR排氣再循環系統（Exhaust Gas Recirculation）、AVCS主動閥門控制系統與分離式引擎冷卻器等。車型：
1. 2010年迄今：第三、四代速霸陸Forester
2. 2011年-2016年：第四代速霸陸Impreza
3. 2012年-2017年：第二代速霸陸XV
4. 2013年迄今：第二代速霸陸XV Hybrid
5. 2016年迄今：第五代速霸陸Impreza
6. 2017年迄今：第三代速霸陸XV

## FB25型
FB25型的排氣量是2,498c.c.、缸徑94.0mm、衝程90.0mm、缸心距113.0mm，至於馬力和扭力則依調校程度而有所差別：
1. 最大馬力172ps / 5,800rpm、最大扭力24.1kgf·m / 4,100rpm。
2. 最大馬力173ps / 5,600rpm、最大扭力24.0kgf·m / 4,100rpm。
3. 最大馬力175ps / 5,800rpm、最大扭力24.0kgf·m / 4,000rpm。

車型：
1. 2012年迄今：第四代速霸陸Forester
2. 2012年迄今：第五代速霸陸Legacy
3. 2012年迄今：第四、五代速霸陸Outback
4. 2012年迄今：速霸陸Exiga

## 內部連結
- 速霸陸引擎列表
- 水平對臥引擎
- 水平對臥四缸引擎

## 外部連結
- （日語）スバル(富士重工業)製エンジンのまとめページ （页面存档备份，存于）
- （日語）Car Watch:スバル、新世代水平対向エンジン「FB型」説明会 （页面存档备份，存于）